# Tam słońce, gdzie my
Tam słońce, gdzie my – pierwszy singel polskiego piosenkarza Wiktora Dyduły z jego drugiego albumu studyjnego, zatytułowanego Tak jak tutaj stoję. Singel został wydany 13 czerwca 2024.
Piosenka była nominowana do nagrody polskiego przemysłu fonograficznego Fryderyka w kategorii „singiel roku pop”.
Kompozycja znalazła się na 1. miejscu listy OLiA, najczęściej odtwarzanych utworów w polskich rozgłośniach radiowych. Nagranie otrzymało w Polsce status potrójnie platynowego singla, przekraczając liczbę 150 tysięcy sprzedanych kopii.

## Geneza utworu i historia wydania
Utwór napisali i skomponowali Wiktor Dyduła i Leon Krześniak, który również odpowiada za produkcję utworu. Piosenkarz o singlu:

Pielęgnujcie czas, który dzielicie z kochanymi przez Was osobami. Korzystajcie z niego i doceniajcie każdą minutę. Dbajcie o siebie nawzajem i wspominajcie sobie często, jak bardzo Wam się poszczęściło, że możecie razem żyć w swoich czasach.

Singel ukazał się w formacie digital download 13 czerwca 2024 w Polsce za pośrednictwem wytwórni płytowej Polydor Records w dystrybucji Universal Music Polska. Piosenka została umieszczona na drugim albumie studyjnym Dyduły – Tak jak tutaj stoję.
W marcu 2025 utwór uzyskał nominację do nagrody polskiego przemysłu fonograficznego Fryderyka w kategorii „singiel roku pop”.
19 sierpnia 2024 piosenka została zaprezentowana telewidzom stacji TVN podczas koncertu Gorączka sopockiej nocy na Top of the Top Sopot Festival 2024. 16 listopada wykonał utwór w programie The Voice of Poland. 18 lutego 2025 zaśpiewał singel wraz z Katarzyną Sienkiewicz podczas gali Bestsellerów Empiku 2024. 23 maja zaprezentował utwór podczas koncertu Radiowy przebój roku na Polsat Hit Festiwal 2025.

## „Tam słońce, gdzie my” w stacjach radiowych
Nagranie było notowane na 1. miejscu w zestawieniu OLiA, najczęściej odtwarzanych utworów w polskich rozgłośniach radiowych.

## Teledysk
Do utworu powstał teledysk w reżyserii Michała Sierakowskiego, który udostępniono 20 czerwca 2024 za pośrednictwem serwisu YouTube.

## Lista utworów
- Digital download[3]

1. „Tam słońce, gdzie my” – 3:15

## Notowania
| Kraj   | Lista (2024)             | Najwyższa pozycja |
| ------ | ------------------------ | ----------------- |
| Polska | Billboard Poland Songs   | 13                |
| Polska | OLiS – single w streamie | 13                |

| Kraj   | Lista (2024)                   | Najwyższa pozycja |
| ------ | ------------------------------ | ----------------- |
| Polska | OLiS – oficjalna lista airplay | 1                 |

| Kraj   | Lista (2024)                   | Pozycja |
| ------ | ------------------------------ | ------- |
| Polska | OLiS – single w streamie       | 92      |
| Polska | OLiS – oficjalna lista airplay | 12      |

## Certyfikaty
| Kraj          | Certyfikat         | Sprzedaż |
| ------------- | ------------------ | -------- |
| Polska (ZPAV) | 3× platynowa płyta | 150 000+ |

## Wyróżnienia
| Rok  | Konkurs                  | Kategoria                   | Rezultat   |
| ---- | ------------------------ | --------------------------- | ---------- |
| 2024 | Gorąca 100               | 100 największych hitów 2024 | 9. miejsce |
| 2024 | Przebój roku RMF FM 2024 | Przebój roku                | 5. miejsce |
| 2025 | Fryderyki 2025           | Singiel roku pop            | Nominacja  |